# Arma (Computerspielreihe)
| Spiel                       | Metacritic |
| --------------------------- | ---------- |
| Arma: Armed Assault         | 74/100     |
| Arma: Queen’s Gambit        | 67/100     |
| Arma 2                      | 77/100     |
| Arma 2: Operation Arrowhead | 73/100     |
| Arma Tactics                | 60/100     |
| Arma 3                      | 74/100     |
| Arma 3: Apex                | 74/100     |

Arma ist eine seit 2006 erscheinende Reihe von Militärsimulationen des tschechischen Spieleentwicklers Bohemia Interactive. Die Titel gelten als geistige Nachfolger des 2001 zusammen mit Codemasters veröffentlichten Operation Flashpoint: Cold War Crisis, an dem Codemasters die Namensrechte hält.
Das erste Spiel der Reihe erschien im November 2006 mit Arma: Armed Assault für Windows. In Nordamerika wurde das Spiel im Mai 2007 unter dem Titel Arma: Combat Operations veröffentlicht. Das DLC Queen’s Gambit erschien im September 2007. Der Nachfolger Arma 2 wurde im Juni 2009 veröffentlicht und erhielt die eigenständigen Erweiterungen Reinforcements und Operation Arrowhead. Auf zweiter basiert die später als eigenständiges Spiel veröffentlichte Mod DayZ. Unter dem Titel Arma: Cold War Assault veröffentlichte Bohemia Interactive im Juni 2011 das ursprüngliche Operation Flashpoint erneut.
Ende 2011 erschien mit Arma 2: Firing Range der erste mobile Ableger der Reihe für Android und iOS. Der zunächst exklusiv für Nvidia Shield auf Basis von Unity entwickelte Ableger Arma Tactics wurde 2013 auch für Android, iOS, Linux, Mac OS und Windows veröffentlicht. Arma 3 erschien im September 2013. Der Echtzeitstrategie-Ableger Arma Mobile Ops wurde Mitte 2016 für Android und iOS veröffentlicht. Ein weiterer Reiheneintrag ist mit Arma 4 angekündigt, zu dem mit Arma Reforger im Mai 2022 eine Vorabversion neben PC auch für Xbox Series erschien. Reforger basiert als erster Teil der Reihe auf der hauseigenen Engine Enfusion und spielt erneut während des Kalten Krieges.